# اس‌کی تلکام
اس‌کی تلکام (به انگلیسی: SK Telecom) شرکت مخابرات کره‌ای و اپراتور شبکه‌های بی‌سیمی است، که توسط شرکت اس‌کی گروپ مدیریت می‌شود. این شرکت یکی از بزرگترین شرکت‌های مخابراتی در کشور کره جنوبی می‌باشد.
شرکت اس‌کی تلکام یکی از ارائه‌دهندگان خدمات تلفن همراه در کره جنوبی است، که در سال ۲۰۰۸ در حدود ۵۰٫۵٪ از سهم بازار را در این زمینه به خود اختصاص داده بود.
این شرکت در تاریخ ۲۹ مارس ۱۹۸۴ تأسیس شد و فعالیت خود را با سیستم آنالوگ نسل اول تلفن همراه آغاز نمود. سپس این شرکت توسعه یافت و شبکه تلفن همراه خود را به نسل دوم تلفن همراه سی‌دی‌ام‌آ ارتقا داد.
در حال حاضر اس‌کی تلکام از بستر نسل سوم شبکه تلفن همراه، در شبکه خود استفاده می‌نماید. این شرکت همچنین در ماه مه سال ۲۰۰۶ اولین شرکتی بود که پروتکل اچ‌اس‌دی‌پی‌ای را در شبکه موبایل خود راه‌اندازی کرد. این پروتکل سرعت شبکه تلفن همراه اس‌کی را به میزان ۴۲ مگابیت بر ثانیه، ارتقا بخشید. بخشی از سهام شرکت اس‌کی تلکام در بازارهای بورس کره و بورس نیویورک معامله می‌شود.